# Leiv Eiriksson
Leiv Eiriksson – напівзанурене бурове судно, споруджене на початку 2000-х років.

## Загальна інформація
Судно спорудили у 2001 році на верфі Dalian New Shipbuilding Heavy Industry у китайському Даляні на замовлення компанії Ocean Rig.
Leiv Eiriksson розраховане на роботу в районах з глибинами моря до 2268 (за іншими даними – 2500) метрів та може бурити свердловини довжиною до 7,6 (за іншими даними – до 9,1) км. Воно обладнане буровим станком National Oilwell Varco ADS 30Q  потужністю 3000 к.с.

## Служба судна

### Виконання завдань у Анголі
Після спорудження Leiv Eiriksson вирушило до Анголи, де працювало впродовж кількох наступних років, виконуючи замовлення різних компаній. З лютого 2002-го по квітень 2005-го воно спорудило 17 розвідувальних свердловин, а саме: Funge-1 (замовлена Exxon Mobil, закладена в районі з глибиною моря 1789 метрів та доведена до показника у 4825 метрів), Reco-Reco-1 (Exxon Mobil, глибина моря 1438 метрів, довжина 3798 метрів), Plutao-1 (BP, глибина моря 2017 метрів, довжина 4452 метра), Negage-1 (Chevron, глибина моря 1444 метра, довжина 3423 метра), Gindungo-1 (Total, глибина моря 1445 метрів, довжина 4776 метрів), Saturno-1 (BP, глибина моря 1804 метра, довжина 3817 метрів), Kakocha-1 (Exxon Mobil, глибина моря 1029 метрів, довжина 2786 метрів), Marte-1 (BP, глибина моря 1978 метрів, довжина 4193 метра), Cesio-1 (BP, глибина моря 1602 метра, довжина 3010 метрів), Chumbo-1 (BP, глибина моря 1600 метрів, довжина 2978 метрів), Venus-1 (BP, глибина моря 2017 метрів, довжина 4506 метрів), Calulu-1 (Exxon Mobil, глибина моря 1990 метрів, довжина 3600 метрів), Muteta-1 (Exxon Mobil, глибина моря 1983 метра, довжина 3432 метра), Pallas-1 (BP, глибина моря 1602 метра, довжина 3770 метрів), Ceres-1 (BP, глибина моря 1632 метра, довжина 4955 метрів), Jinguinga-1 (Exxon Mobil, глибина моря 1959 метрів, довжина 3739 метрів), Muzongue-1 (Exxon Mobil, глибина моря 2134 метра). З усіх цих свердловин лише Funge-1 виявилась сухою і не анонсувались результати Muteta-1 та Jinguinga-1. В інших 14 випадках були відкриті поклади нафти.
Навесні 2005-го судно узялось за спорудження для компанії Total оціночної свердловини Gengibre-2, закладеної в районі з глибиною моря 1696 метрів за два кілометри від розвідувальною свердловиною Gengibre-1. Вона досягла позначки у 4342 метра та дала гарні результати при тестуванні двох горизонтів. Всього до кінця літа 2006-го Leiv Eiriksson провело кампанію зі спорудження для Total шести свердловин, після чого цей нафтогазовий гігант продовжив контракт ще на рік. Під час його виконання було, зокрема, здійснені відкриття нафтових покладів у розвідувальних свердловинах Louro-1 (закладена в районі з глибиною моря 1806 метрів) та Cominhos-1 (споруджена в районі з глибиною моря 1594 метра).
У вересні 2007-го судно полишило Африку та попрямувало на Канарські острова. Тут воно мало пройти регламентні роботи, які мали надати йому змогу працювати у європейських водах.

### Буріння у водах північно-західної Європи
На початку 2008-го Leiv Eiriksson розпочало роботу за контрактом із енергетичним гігантом Shell. Першим завданням стало спорудження розвідувальної свердловини на структурі South Uist у британському блоці 214/21a (Фареро-Шетландський канал). Досягнуті нею результати не розголошувались.
В травні – липні 2008-го Leiv Eiriksson спорудило у водах Ірландії свердловину West Dooish-1 (12/2-2), розташовану у Атлантичному океані за півтори сотні кілометрів на північний захід від Донегалу в районі з глибиною моря понад 1700 метрів. Втім, і у цьому випадку Shell не розкрила отриманих у свердловині результатів.
Наприкінці липня 2008-го судно перейшло до узбережжя Норвегії, де в межах експлуатаційного буріння на гігантському газовому родовищі Ормен-Ланге мало спорудити дві свердловини. У червні 2009-го оголосили, що Leiv Eiriksson завершило буріння розвідувальної свердловини 6603/12-1 у Норвезькому морі. Закладена в районі з глибиною моря 1376 метрів, вона досягла глибини у 3805 метрів та виявила на структурі Гро газовий поклад у відкладеннях верхньої крейди (втім, за результатами спорудження наступного року іншою буровою установкою оціночної свердловини ресурси Гро були уточнені як доволі малі).
Того ж літа 2009-го судно здійснювало буріння оціночної свердловини на згаданій вище ірландській структурі South Uist, результати якої так само не розголошували.
У жовтні 2009-го Leiv Eiriksson завершило буріння на Ормен-Ланге оціночної свердловини 6305/5-3 S, яка мала уточнити північні межі родовища. Закладена в районі з глибиною моря 832 метра, вона досягла глибини у 2815 метрів. Отримані при цьому результати виявились гіршими від первісно очікуваних.

### Розвідувальна кампанія у Чорному морі
Наприкінці грудня 2009-го Leiv Eiriksson прибуло через протоку Босфор до Чорного моря, де мало спорудити кілька свердловин у турецькому секторі. При цьому для проходження під стамбульськими мостами було необхідно провести підготовчу операцію зі зниження висоти судна. У Чорному морі Leiv Eiriksson на замовлення бразильської компанії Petrobras з лютого по червень 2010-го спорудило свердловину Sinop-1, яка мала протестувати структуру на Валі Андрусова (підняття фундаменту, яке простягається під центральною частиною моря в напрямку північ – південь). Закладена в районі з глибиною моря 2182 метра, свердловина досягнула глибини у 5531 метр, проте зустріла неочікувану послідовність геологічних відкладень та не виявила своїх цільових резервуарів.
Далі з серпня по початок листопада 2010-го судно на замовлення турецької TPAO бурило свердловину Yassıhöyük-1. Закладена за сім десятків кілометрів на північний захід від Зонгулдаку в районі з глибиною моря 2020 метрів, вона досягнула довжини у 5343 метра, проте не виявила резервуару у цільовій формації пізньої крейди.  Після цього судно перейшло до спорудження ще однієї свердловини на замовлення TPAO – Surmene-1, розташованої дещо менше ніж за сотню кілометрів на північ від Трабзону в районі з глибиною моря 1801 метр. Після кількох місяців буріння Leiv Eiriksson досягнуло глибини у 4800 метрів, після чого роботу довелось перервати через пошкодження колонної головки.
У березні 2011-го Leiv Eiriksson вивели з Чорного моря (можливо відзначити, що того ж дня через Босфор у північному напрямку пройшло бурове судно Deepwater Champion, яке у другій половині року змогло добурити Surmene-1 до проектної глибини).

### Роботи у Гренландії
Наступним завданням стала участь у розвідувальній кампанії на шельфі Ґренландії, яку провадила британська компанія Cairn Energy за допомогою двох бурових установок (також задіяли судно Ocean Rig Corcovado). Спершу Leiv Eiriksson узялось за буріння свердловини AT7-1, закладеної в районі з глибиною моря 909 метрів за дві сотні кілометрів від Нуука (південно-західне узбережжя острова). Втім, у певний момент її тимчасово заглушили і перевели судно на спорудження свердловини Delta-1, закладеної в районі з глибиною води 293 метра за три з половиною сотні кілометрів від Аасіаата (так само західне узбережжя Ґренландії, проте північніше ніж перший об’єкт). До кінця вересня 2011-го Delta-1 досягнула вертикальної глибини у 2977 метрів, проте не виявила вуглеводнів у цільовом горизонті крейдяного періоду. Далі Leiv Eiriksson повернулось до AT7-1 та завершило її до кінця листопада 2011-го. Свердловина виявила пісковиковий резервуар крейдяного періоду чистою потужністю 53 метра з високою проникністю. Хоча під час буріння зустріли нафто- та газопрояви, проте резервуар виявився заповненим водою, до того ж не було можливості провести дослідження належної якості через поглинання бурового розчину незрозумілого походження та поганий стан стовбуру свердловини.
Роботам у водах Ґренландії намагались перешкодити активісти природоохоронної організації Greenpeace. Так, на початку червня судну довелось призупинити операції через входження у заборонену зону навколо нього п’яти швидкісних човнів з грінпісівцями.

### Розвідка біля Фолклендських островів
На 2012 рік Leiv Eiriksson законтрактували для робіт у так само близькому до полюсу регіоні, проте у іншій півкулі, де дві компанії організували розвідувальне буріння в районі Фолклендських островів. Наприкінці січня на замовлення компанії Borders & Southern Petroleum судно почало спорудження свердловини 61/17-1, закладеної в районі за 140 км на південь від архіпелагу для перевірки припущень щодо нафтогазоносності відкладень крейдяного періоду на структурі Darwin East. У квітні її довели до глибини у 4876 метрів, при цьому виявили поклади газоконденсату у пісковиковому резервуарі гарної якості завтовшки 85 метрів.
У травні – липні 2012-го Leiv Eiriksson пробурило ще одну свердловину для Borders & Southern Petroleum – 61/25-1 на структурі Стеббінг, в районі за 170 км на південь від островів. Свердловину вдалось довести до глибини у 3060 метрів, проте через аномально високий пластовий тиск вона так і не досягнула нижнього цільового інтервалу у верхньокрейдяних відкладеннях. При цьому у третичних відкладеннях отримали газопрояви з пісковикового резервуару поганої якості.
Далі Leiv Eiriksson перейшло в район за дві сотні кілометрів на схід від Фолклендських островів, де компанія Falkland Oil and Gas замовила спорудження свердловини 42/07-01 на структурі Лоліго. У вересні 2012-го свердловину довели до глибини у 4043 метра, при цьому перетнули шість цільових інтервалів третичного вік, у кожному з яких отримали сильні газопрояви.
Нарешті, у вересні – листопаді 2012-го судно пробурило для тієї ж компанії свердловину 31/12-01, закладену за три сотні кілометрів на північний схід від архіпелагу на структурі Scotia. Свердловина досягнула глибини у 5555 метрів та виявила цільовий резервуар крейдяного періоду завтовшки 50 метрів. Звідси отримали сильні газопрояви, проте якість резервуару виявилась поганою.

### Початок розвідувальних кампаній у Норвегії
Починаючи з 2013-го Leiv Eiriksson тривалий час працювало у водах Норвегії, де, зокрема, виконало наступні завдання:
- в липні 2013-го на замовлення консорціуму під операторством Total судно завершило оціночну свердловину 7225/3-2, закладену у Баренцовому морі в районі з глибиною води 377 метрів. Пробурена до глибини у 2171 метр, свердловина підтвердила поширення покладів газового родовища Норварг, пов’язаних із відкладеннями тріасу;
- на початку вересня 2013-го для консорціуму під операторством австрійської OMV Leiv Eiriksson завершив розвідувальну свердловину 7324/8-1, закладену у Баренцевому морі в районі з глибиною води 373 метра. Пробурена до глибини у 905 метрів, свердловина відкрила нафтове родовище Wisting у відкладеннях середньої та ранньої юри;
- наприкінці жовтня 2013-го повідомили, що наступна пробурена для OMV розвідувальна свердловина у Баренцевому морі – 7324/7-1 S – виявилась «сухою». Її спорудили за п’ять кілометрів від тільки-но відкритого родовища Wisting в районі з глибиною моря 413 метрів, при цьому свердловина досягнула глибини у 2454 метра;
- у листопаді 2014-го судно спорудило для Total свердловину 30/4-U1, яка досягла глибини у 1225 метрів та мала за мету уточнити дані про газоконденсатне родовищі Martin Linge (також відоме як Hild), відкрите у Північному морі ще наприкінці 1970-х, проте приготоване для введення в розробку лише у 2010-х;
- у грудні 2014-го Leiv Eiriksson на замовлення консорціуму під операторством Total розпочало буріння у Норвезькому морі на структурі Трелл розвідувальної свердловини 25/5-8. Роботи супроводжувались технічними проблемами (втрата бурового долота), які у підсумку призвели до полишення свердловини;
- у лютому 2014-го Leiv Eiriksson завершило спорудження розвідувальної свердловини 25/5-9, закладеної у Норвезькому морі в районі з глибиною води 121 метр. Свердловина досягла глибини у 2240 метрів та нарешті виявила на структурі Трелл у відкладеннях палеоцену нафтове родовище;
- навесні 2014-го судно спорудило у Північному морі для консорціуму під операторством RWE оціночні свердловини 35/9-11 S та 35/9-11 A (остання становила бічний стовбур та була пробурена з метою отримання кращих зразків керну). Розташовані в районі з глибиною моря 368 метрів, свердловини досягли позначок у 3733 та 3795 метрів відповідно та уточнили поширення покладів вуглеводнів, виявлених за кілька років до того у відкладеннях юри свердловиною 35/9-6 S. Хоча оціночні свердловини і зустріли нафту, проте загальні характеристики резервуару виявились неоптимальними, так що станом на початок 2020-х планів введення в розробку структури 35/9-6 S не існувало;
- з кінця травня до середини осені 2014-го Leiv Eiriksson провадило для Total буріння у Північному морі оціночної свердловини 34/6-3 S (мала уточнити поширення покладів відкритого за пару років до того нафтового родовища Garantiana) та розвідувальної свердловини 34/6-3 A (хоч і була бічним стовбуром попередньої, проте мала завдання протестувати структуру Аккар). Закладені в районі з глибиною моря 381 метр, свердловини досягнули позначки у 4460 метра та 4019 метрі відповідно, при цьому 34/6-3 S отримала гарні результати при тестуванні юрського горизонту, а 34/6-3 A пройшла через нафтонасичений горизонт тієї ж юрської формації, виявивши невелике родовище;
- до кінця 2014-го судно встигло спорудити у Північному морі розвідувальну свердловину 35/9-12 S для консорціуму RWE. Закладена в районі з глибиною моря 358 метрів, свердловина досягла довжини 3531 метр та виявила лише нафтопрояви у відкладеннях верхньої юри;
- у січні 2015-го Leiv Eiriksson узялось за буріння у інтересах консорціуму під операторством Maersk в Норвезькому морі у районі з глибиною води 260 метрів. На структуру Tvillinen South заклали розвідувальну свердловину 6406/6-4, спорудження якої у другій половині лютого довелось припинити через технічні проблеми після досягнення глибини у 1955 метрів;
- навесні 2015-го судно розпочало спорудження у північному морі свердловини 25/6-5 S, яку консорціум Total заклав в районі з глибиною моря 120 метрів для перевірки структури Skirne Øst (також відома як Shango). У квітні свердловина досягла глибини у 2520 метрів та виявила невеликий газовий поклад у відкладеннях середньої юри;
- у травні 2015-го Leiv Eiriksson завершило буріння для OMV розвідувальної свердловини 7324/8-2, закладеної у Баренцовому морі в районі з глибиною води 394 метра для перевірки припущень щодо нафтогазоносності відкладень юри та тріасу на структурі Bjaaland. Свердловина досягла глибини у 815 метрів, проте не змогла виявити вуглеводнів;
- у червні 2015-го судно пробурило для консорціуму під операторством Tullow Oil розвідувальну свердловину 6507/11-11. Закладена у Норвезькому морі в районі з глибиною води 270 метрів, вона досягла довжини у 2875 метрів і пройшла через цільові інтервали у відкладеннях верхньої та середньої юри, вуглеводні у яких були відсутні;
- влітку 2015-го Leiv Eiriksson повернулось до Норвезького моря на структуру Tvillinen South, де зазнало невдачі взимку. На цей раз вдалось довести свердловину 6406/6-4-S до проектної глибини у 4484 метра та виявити у середній юрі невелике газове родовище, яке, втім, визнали некомерційним відкриттям;
- до березня 2016-го судно спорудило у Північному морі для Total розвідувальну свердловину 34/6-4, закладену в районі з глибиною води 390 метрів. Свердловина досягла глибини у 4084 метра, проте не виявила на структурі Uptonia вуглеводнів у цільовому інтервалі нижньої юри.

### Розвідка в Норвегії для компанії Lundin
На цей час на тлі падіння цін на нафту сильно скоротився попит на послуги бурових суден. Ще восени 2015-го власник Leiv Eiriksson анонсував, що наразі не вдалось знайти замовлення для цього судна на період після березня 2016-го і якщо нічого не зміниться, то воно буде виведене у консервацію (cold stack) із можливою опцією подальшої утилізації. Втім, в останній момент з’явився замовник в особі консорціуму під операторством шведської Lundin, який зафрахтував судно для проведення бурової кампанії у все норвезькому секторі Баренцового моря. У другій половині липня 2016-го Leiv Eiriksson розпочало буріння на виявленому в минулі роки нафтогазовому родовищі Альта. Першим завданням було продовжити роботи на розташованій в районі з глибиною моря 397 метрів оціночній свердловині 7220/11-3A (Alta-3), яка тепер проходила під назвою 7220/11-3 AR. Її поглибили від 2105 метрів до глибини у 2575 метрів з метою перевірити припущення про наявність вуглеводнів у породах пермського періоду, крім того, судно провело кілька тестувань включаючи закачування у пласт морської води.
Роботи на Alta-3 завершили до кінця вересня 2016-го після чого Leiv Eiriksson узялось за буріння на структурі Neiden розвідувальної свердловини 7220/6-2 R, закладеної в районі з глибиною моря 387 метрів. У другій половині листопада 2016-го оголосили, що свердловина досягла глибини 1293 метра та виявила невелике нафтогазове родовище у формації пермсько-кам’яновугільного періоду.
Наступною роботою, завершеною до кінця зими 2017-го, стала розвідувальна свердловина 7219/12-1 та її бічний стовбур 7219/12-1 A, споруджені Leiv Eiriksson в районі з глибиною моря 323 метра на структурі Filicudi. Вони досягли глибини у 2475 метрів та 1800 метрів відповідно і виявила поклади нафти та газу – перша у відкладеннях тріасу, а бічний стовбур у породах ранньої юри/пізнього тріасу.
Навесні 2017-го Leiv Eiriksson спорудило оціночну свердловину 7120/1-5 на нафтогазовому родовищі Gohta. Закладена в районі з глибиною моря 344 метра, свердловина досягнула глибини у 2502 метра, проте не виявила поширення покладів вуглеводнів у цільовій формації пермського періоду.
До завершення літа 2017-го судно пробурило оціночну свердловину 7219/12-1 (Alta-4) та її бічний стовбур 7219/12-1 A. Закладені в районі з глибиною моря 402 метра, вони досягли глибини у 2225 метрів та 2027 метрів відповідно та підтвердили поширення покладів родовища Альта у формаціях пізного кам’яновугільного/раннього пермського та пізнього перміського/раннього тріасового періодів.
Наступну розвідувальну свердловину 7220/6-3 Leiv Eiriksson пробурило до кінця вересня 2017-го в районі з глибиною моря 450 метрів. Вона досягнула позначки у 1275 метрів, проте виявила у цільовому пермсько-кам’яновугільному резервуарі лише нафтопрояви.
До кінця осені 2017-го судно споруджувало розвідувальну свердловину 7219/12-2 S та її бічний стовбур 7219/12-2 A, закладені в районі з глибиною моря 337 метрів для перевірки припущень про нафтогазоносність відкладень тріасу та юри на структурі Hufsa. Пробурена до глибини у 2075 метрів 7219/12-2 S виявила газовий поклад, розміри якого не дозволяли визнати його комерційним. 7219/12-2 A дійшла до позначки у 1878 метрів та була визнана «сухою».
Нарешті, у першій половині січня 2018-го завершили роботи на черговій розвідувальній свердловині7219/12-3 S, закладеній в районі з глибиною моря 313 метрів для перевірки припущень про нафтогазоносність відкладень тріасу та юри на структурі. Пробурена до глибини у 2682 метра, вони виявила у цільових формаціях численні насичені водою резервуари, а тому була визнана «сухою».
Після цього Leiv Eiriksson вирушило для проведення робіт з постійної консервації свердловини 7219/12-1 (взимку 2017-го, після виявлення тут покладів вуглеводнів, свердловину залишили у тимчасовій консервації).
Існуючий фрахт судна судна завершувався наприкінці лютого, проте власнику вдалось укласти новий контракт з Lundin Petroleum, до виконання якого збирались узятись в середині квітня 2018-го. Втім, проведена інспекція виявила ряд недоліків, тому другий квартал Leiv Eiriksson витратив на їх виправлення.
Після цього судно нарешті змогло розпочати буріння оціночної свердловини 7220/11-5 S на родовищі Альта, завершеної у вересні 2018-го. Закладена в районі з глибиною води 385 метрів, свердловина досягнула довжини у 3032 метра при фактичній глибині нижче дна моря 1912 метрів. Така різниця пояснювалась головним завданням 7220/11-5 S, яка мала здійснити тривале тестування продуктивного горизонту пермсько-кам'яновугільного періоду і тому включала горизонтальну секцію завдовжки 32 метра. Два тестування впродовж 30 та 35 днів підтвердили гарні якості резервуару, при цьому було видобуто 110 тисяч м3 вуглеводневої продукції.
Після цього Leiv Eiriksson вирушив до Норвезького моря, де у грудні 2018-го завершив спорудження розвідувальної свердловини 6307/1-1 S, закладеної в районі з глибиною води 237 метрів для перевірки припущень щодо нафтогазоносності відкладень пермського та юрського періодів на структурі Silfari. Свердловина досягнула довжини у 4089 метрів, при цьому у головній цільовій формації не виявилось резервуару, а у іншій пісковиковий резервуар гарної якості виявився заповненим водою.
Далі судно повернулось до Баренцевого моря в район родовища Альта, проте із завданням спорудити розвідувальну свердловину 7121/1-2 S на структурі Pointer/Setter. Закладена в районі з глибиною води 315 метрів, до кінця лютого 2019-го вона досягнула довжини у 3350 метрів і пройшла через кілька цільових горизонтів крейдяного та юрського періодів. Лише в одному з них виявили нафтопрояви у резервуарі поганої якості, тому свердловину визнали «сухою».
Наступним завданням стало буріння розвідувальної свердловини 16/1-31 S та її бічного стовбура 16/1-31 A у центральній частині Північного моря, які мали перевірити структури Jorvik та Tellus East поблизу значного родовища Edvard Grieg. Закладені в районі з глибиною моря свердловини досягли глибини у 2195 та 2625 метрів відповідно та перевірили припущення щодо поширення продуктивних конгломератів тріасового віку на схід від Edvard Grieg (16/1-31 S) та наявності вуглеводнів у тріщинуватих та вивітрених гранітних породах фундаменту (16/1-31 A). У першому випадку відкрили невеликий поклад, який мав комунікацію з Edvard Grieg, після чого свердловину перекласифікували з розвідувальної на оціночну. Другий стовбур також виявив вуглеводні, хоча розмір покладу був ще менший (оцінка видобувних ресурсів нафти від 0,1 до 2 млн тон, газу до 0,2 млрд м3).
Роботи в районі Edvard Grieg завершились у червні 2019-го, після чого Leiv Eiriksson узявся да роботи по спорудженню кількох неглибоких газових свердловин в межах пілотного проекту на розташованому поблизу нафтогазовому родовищі Solveig.
Далі судно у тому ж Північному морі спорудило розвідувальну свердловину 16/5-8 S, закладену в районі з глибиною води 104 метра на структурі Годдо. Завершена у серпні 2019-го, вона досягнула довжини 2443 метра (фактична глибина нижче дна моря 2068 метрів) та перевірила припущення щодо наявності покладів вуглеводнів у тріщинуватих та вивітрених породах фундаменту. Було виявлено невелике нафтове родовище (оцінка видобувних ресурсів нафти від 0,2 до 1,6 млн тон), при цьому припущення щодо його комунікації з нафтовим родовищем Rolvsnes не підтвердилось.

### Продовження діяльності у Північно-Західній Європі
Наступне завдання Leiv Eiriksson також було пов’язане із Північним морем, проте на цей раз замовником виступала компанія ConocoPhillips. У листопаді 2019-го судно завершило розвідувальну свердловину 25/7-7, закладену в районі з глибиною моря 127 метрів на структурі Busta. Вона досягнула глибини у 4705 метрів та виявила поклади вуглеводнів у відкладеннях середньої юри. Далі Leiv Eiriksson узялось за спорудження іншої розвідувальної свердловини на тій же ліцензійній ділянці – 25/7-8 S. Закладена в районі з глибиною моря 126 метрів на структурі Enniberg, вона у січні 2020-го досягнула довжини 3225 метрів та виявила кілька нафтових та газових покладів у відкладеннях юри та тріасу. Нарешті, у лютому 2020-го Leiv Eiriksson на ділянці завершило третю розвідувальну свердловину 25/7-9 S, закладену в районі з глибиною моря 126 метрів для перевірки припущень щодо нафтогазоносності еоценових відкладень структури Hasselbaink. Свердловина досягнула довжини у 1955 метрів, але зустріла у цільовому горизонті лише нафтопрояви.
Наступне завдання судно виконало у Баренцевому морі для компанії Spirit Energy. На початку липня 2020-го воно добурило розвідувальну свердловину 7321/8-2 S, закладену в районі з глибиною моря 466 метрів. Свердловина досягнула довжини у 1874 метра та зустріла кілька пісковикових резервуарів у відкладеннях тріасового, юрського та крейдяного періодів, більшість з яких була заповнена водою, а у інших виявили лише нафто- та газопрояви. У серпні 2020-го для тієї ж Spirit Energy пробурили ще одну розвідувальну свердловину16/1-33 S, на цей раз у Північному морі. Закладена в районі з глибиною моря 116 метрів, вона досягнула довжини у 3158 метрів та виявила заповнені водою резервуари юрського та тріасового періодів.
Далі Leiv Eiriksson перейшло до Норвезького моря для робіт за новим контрактом з ConocoPhillips. Тут воно споруджувало розвідувальну свердловину 6507/4-1, закладену в районі з глибиною моря 400 метрів на структурі Warka. У першій половині листопада 2020-го оголосили, що вона досягнула глибини у 4985 метрів та виявила у пісковиках верхньої юри газове родовище, запаси якого попередньо оцінили від  8 до 30 млрд м3 нафтового еквівалента. Нарешті, у грудні 2020-го судно завершило для ConocoPhillips ще одну розвідувальну свердловину 6507/5-10, закладену у Норвезькому морі в районі з глибиною води 355 метрів на структурі Slagugle. Вона досягнула глибини у 2214 метрів та виявила у відкладеннях тріасу та ранньої юри пісковиковий резервуар гарної якості, запаси якого попередньо оцінили від  12 до 32 млрд м3 нафти.
Ще у 2019-му власник Leiv Eiriksson компанія Ocean Rig була придбана іншим великим гравцем ринку офшорного буріння Transocean. Остання не змогла знайти нової роботи для Leiv Eiriksson по завершенні останнього контракту з ConocoPhillips у грудні 2020-го і в лютому 2021-го оголосила про наміри демобілізувати судно та його перекласифікацію у актив, що утримується для продажу.